# 丹·費西
丹·費西（羅馬尼亞語：Dan Fâșie，1987年2月1日—）是一名羅馬尼亞柔道運動員，曾代表國家參加2012年倫敦奧運的66公斤級柔道賽事，最終於32強被淘汰出局。